# Shinjō
Pour les articles homonymes, voir shinjō.
Shinjō (新庄市, Shinjō-shi) est une ville de la préfecture de Yamagata au nord de l'île de Honshū au Japon.

## Géographie

### Situation
Shinjō est située dans le nord-est de la préfecture de Yamagata, au Japon.

### Démographie
En avril 2018, la population de la ville de Shinjō était de 36 028 habitants répartis sur une superficie de 222,85 km2.

### Climat
Shinjō a un climat continental humide avec de grandes différences de température saisonnières : les étés sont très chauds et souvent humides, et les hivers sont froids, parfois très froids. Les précipitations sont importantes tout au long de l'année, mais elles sont plus importantes d'août à octobre. La température annuelle moyenne à Shinjō est de 11,0 °C. La pluviométrie annuelle moyenne est de 2 005,6 mm, décembre étant le mois le plus humide.

### Hydrographie
Le cours du fleuve Mogami passe dans le sud-ouest de la ville.

## Histoire
Shinjō s'est développée à l'époque d'Edo au cœur du domaine de Shinjō. La ville moderne de Shinjō a été fondée le 1er avril 1946.

## Culture locale et patrimoine
- Château de Shinjō

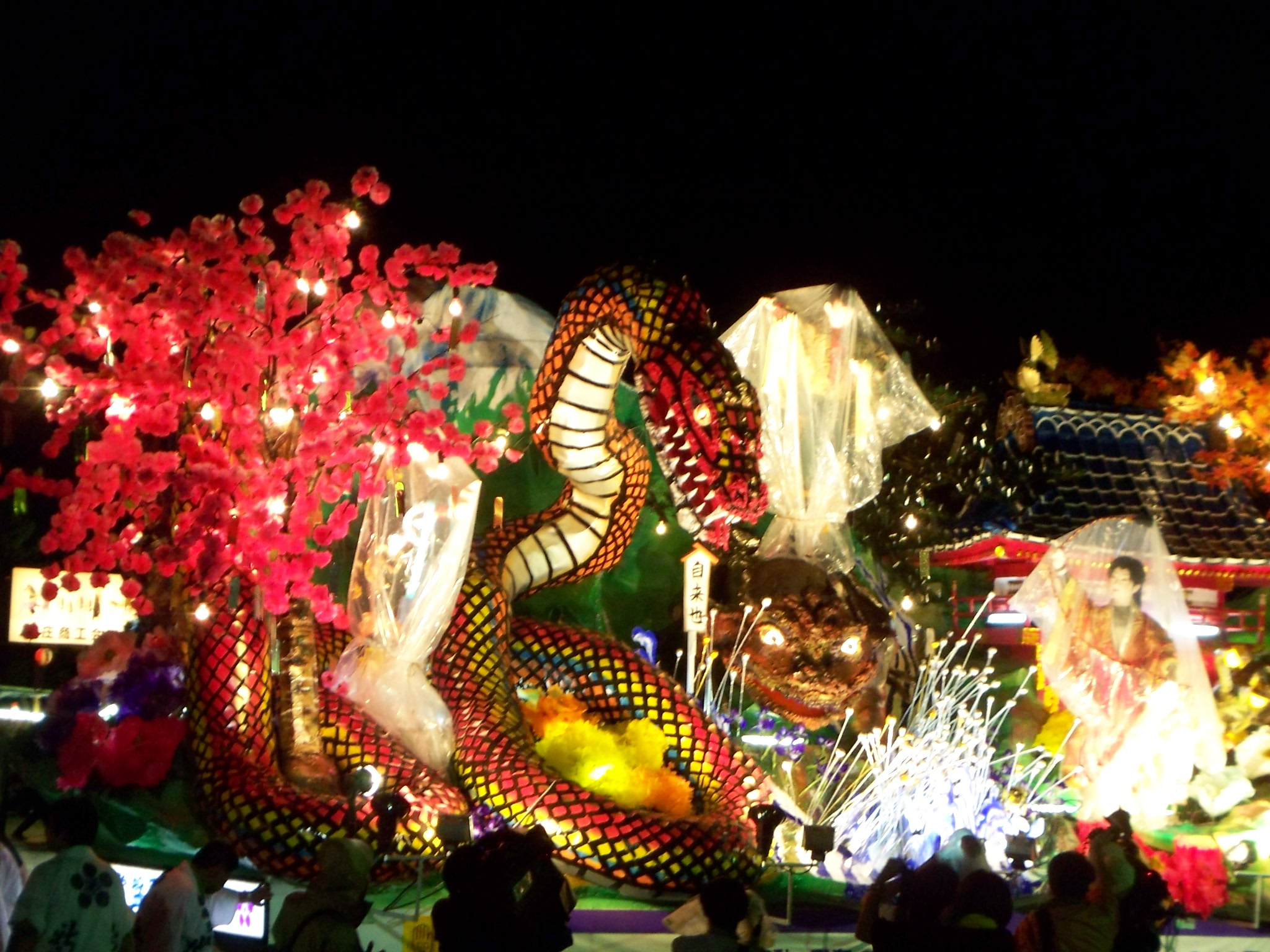
Festival de Shinjō.

Le festival de Shinjō est inscrit au patrimoine culturel immatériel avec 32 autres festivals de chars au Japon,.

## Transports
La ville est desservie par la ligne Shinkansen Yamagata et les lignes classiques Ōu, Rikuu Est et Rikuu Ouest de la JR East. La gare de Shinjō est la principale gare de la ville.

## Personnalités liées à la ville
- Eiken Shōji (1923-2015), acteur
- Yoshihiro Togashi (1966-), mangaka